# Setosabatieria
Setosabatieria är ett släkte av rundmaskar. Setosabatieria ingår i familjen Comesomatidae.
Släktet innehåller bara arten Setosabatieria hilarula.